# Imperiul aerican

Drapelul Imperiului Aerican

Imperiul Aerican (convențional menționat în forma scurtă Aerica) este o micronațiune fondată în mai 1987, care nu are propriul său teritoriu suveran și nu a fost niciodată recunoscută de către orice alt stat suveran ca fiind existentă. Numele său este un joc de cuvinte pe termenul de „imperiul american”. În 2000 The New York Times a descris site-ul său ca „unul dintre cele mai imaginative” site-uri micronaționiste.
Membrii săi susțin suveranitatea asupra unui vast teritoriu deconectat, inclusiv un kilometru pătrat de teren în Australia, o locuință de dimensiuni mari în Montreal, Canada (care conține „Ambasada a Toate Altele"), și multe alte zone ale Pământului, o colonie pe Marte, alta în emisfera nordică pe Pluto și o planetă imaginară. 
Ca și în cele mai multe micronațiuni, numărul de membri („cetățeni”) a fluctuat cu timpul. În mai 2009, s-a susținut că depășea 400 de persoane. 
Steagul lor este o parodie de drapel din Canada, cu o față zâmbitoare galbenă mare în loc de frunza roșie de arțar în zona albă (deși dreptunghiurile roșii de pe părțile laterale au diferite raporturi de lungime laterală).